# The Life Aquatic with Steve Zissou
 The Life Aquatic with Steve Zissou és una pel·lícula estatunidenca dirigida per Wes Anderson i estrenada El 2004.

## Argument
En l'ocàs de la seva vida i com a última etapa cap al seu destí, l'oceanògraf Steve Zissou surt a la recerca del misteriós tauró-jaguar que ha matat el seu vell còmplice. A bord del Belafonte cohabiten així la seva dona, una periodista anglesa embarassada, una tripulació cosmopolita i un fill pròdig putatiu...

## Repartiment
- Bill Murray: Steve Zissou
- Owen Wilson: Ned Plimpton
- Cate Blanchett: Jane Winslett-Richardson
- Anjelica Huston: Eleanor Zissou
- Willem Dafoe: Klaus Daimler
- Jeff Goldblum: Alistair Hennessey
- Michael Gambon: Oseary Drakoulias
- Noah Taylor: Vladimir Wolodarsky
- Bud Cort: Bill Ubell
- Seu Jorge: Pelé dos Santos
- Robyn Cohen: Anne-Marie Sakowitz
- Waris Ahluwalia: Vikram Ray
- Niels Koizumi: Bobby Ogata

## Al voltant de la pel·lícula
- Le pel·lícula és una paròdia i un homenatge a Jacques-Yves Cousteau, el cèlebre oceanògraf comandant del Calypso. Wes Anderson ja havia fet una al·lusió a Jacques-Yves Cousteau a Rushmore.
- L'actor i cantant brasiler Seu Jorge interpreta Pelé dos Santos, un membre de l'equip de Steve Zissou que passa el seu temps cantant, en portuguès i a la guitarra clàssica, clàssics de David Bowie. Aquestes cançons, que tenen una gran influència sobre el ritme i l'ambient de la pel·lícula existeixen sota la forma d'un àlbum: The Life Aquatic Studio Sessions.
- El vaixell de Steve Zissou és el «Belafonte», fa l'ullet a Harry Belafonte, el cantant que ha fet conèixer la música Calypso, nom del vaixell de Jacques-Yves Cousteau.
- Zissou era el malnom de Maurice Lartigue, el gran germà del fotògraf Jacques Henri Lartigue, a qui Wes Anderson fa l'ullet a la seva precedent pel·lícula Rushmore.
- Plimpton és el nom d'un il·lustrador americà, Bill Plympton al qual Quentin Tarantino va retre ja homenatge a Kill Bill.